# Anthalia beatricella
Anthalia beatricella är en tvåvingeart som beskrevs av Chandler 1992. Anthalia beatricella ingår i släktet Anthalia och familjen puckeldansflugor. Inga underarter finns listade i Catalogue of Life.